# Arturo Merzario

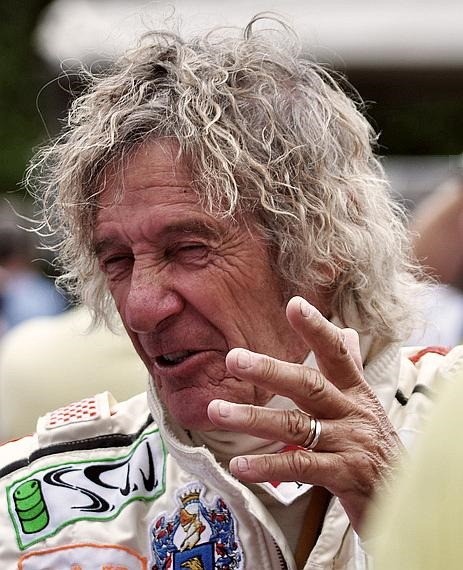
Arturo Merzario

Arturo Francesco Merzario (Civenna (Como), 11 maart 1943) is een voormalig Italiaans autocoureur. Hij nam deel aan 85 Formule 1 wedstrijden en behaalde daarin 11 punten.
Merzario debuteerde in de Formule-1 op 15 juli 1972 bij het team van Scuderia Ferrari. Hij reed vervolgens voor diverse andere teams en nam ook deel aan wedstrijden in andere autosportklassen.
Merzario is echter voornamelijk bekend geworden vanwege zijn rol in het redden van de Oostenrijkse autocoureur Niki Lauda tijdens diens zware crash op de Nürburgring op 1 augustus 1976. Hij deed dit samen met Brett Lunger, Guy Edwards en Harald Ertl.